# Casa memorială George Bacovia de la Bacău
Casa memorială George Bacovia din Bacău, este casa în care poetul George Bacovia a locuit timp de 22 de ani (1906-1928).

## Istoric
Casa memorială George Bacovia este casa în care părinții săi s-au mutat în primăvara anului 1906. În această clădire, ce datează din ultimul deceniu al secolului XIX, sunt păstrate numeroase obiecte de uz personal și piese de mobilier ce au aparținut poetului. În cele cinci încăperi destinate vizitării sunt expuse manuscrise originale, documente și piese de patrimoniu.
Casa a fost deschisă publicului la 1 octombrie 1971 și este declarată monument istoric, cu cod LMI BC-IV-m-A-00930.